# くらしきシティプラザ
くらしきシティプラザは、岡山県倉敷市のJR西日本倉敷駅の南口東西に位置するビル。東ビルと西ビルに分かれており、双方のビルは地下通路とペデストリアンデッキで接続されている。くらしきシティプラザ東西ビル管理株式会社、株式会社天満屋が管理を行っている。本項では、東ビルに入居している天満屋倉敷店（てんまやくらしきてん）についても記述する。

## 東ビル

### 天満屋倉敷店
天満屋倉敷店（てんまやくらしきてん）は、岡山県倉敷市阿知１丁目にある天満屋の店舗である。

#### 概要
起源は1934年（昭和9年）、天満屋が倉敷出張所を開設したことによる。1964年（昭和39年）に、倉敷資本の百貨店であった「つるや百貨店」と「菊屋百貨店」と統合する形で、倉敷センター商店街に「天満屋 倉敷店」が開業した。2005年（平成17年）、三越倉敷店が撤退し空きビルとなった当ビルへ、倉敷市が天満屋を誘致。天満屋が誘致に応じて、2008年3月29日に現在の店舗へ移転開業した。旧店舗は駐車場として利用された後に閉鎖されていたが、穴吹興産による再開発が行われることになった。また、かつてロフトが入居していたが、2018年4月20日にアリオ倉敷ショップと統合する形で移転。現在は、アリオ倉敷2階の倉敷駅側の入り口のそばで営業を行っている。

#### フロア
- 6階 レストラン・ライフサポート
- 5階 各種サービステナント
- 4階 リビング・紳士雑貨・美術画廊
- 3階 婦人服・子供服・リビング・宝飾
- 2階 婦人服
- 1階 婦人服飾雑貨
- 地階 食彩館

詳細は公式ホームページのフロアガイドを参照。

## 西ビル
倉敷駅南口より、西側に存在するビル。アパホテル〈倉敷駅前〉や倉敷市役所倉敷駅前連絡所、みずほ銀行倉敷支店などが入居している他、地下に飲食街がある。また、東ビルとはペデストリアンデッキ、地下通路により接続されている。倉敷市市営駅前駐車場が隣接している。

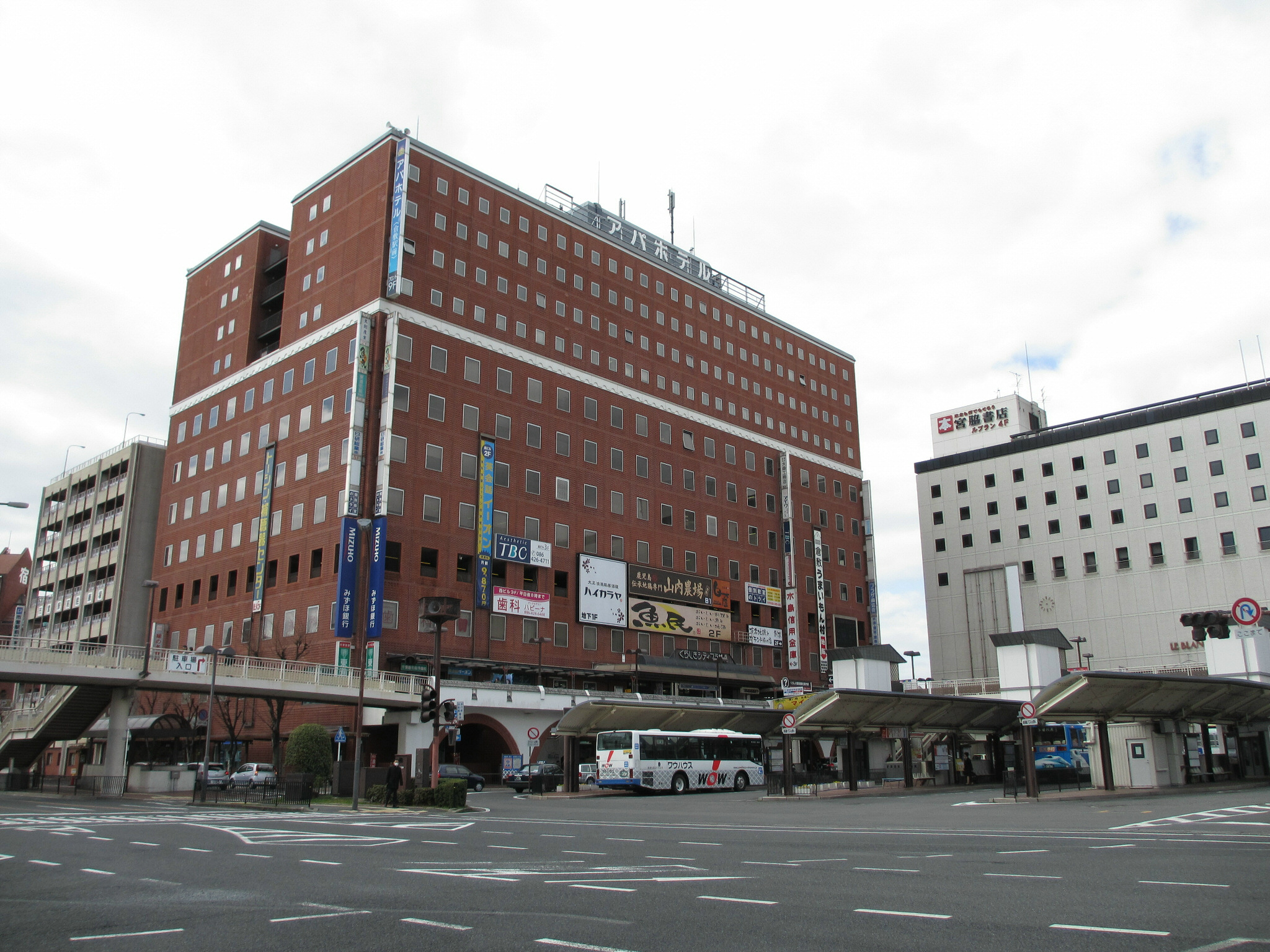
西ビルと減築前の倉敷駅ビル（2013年以前）
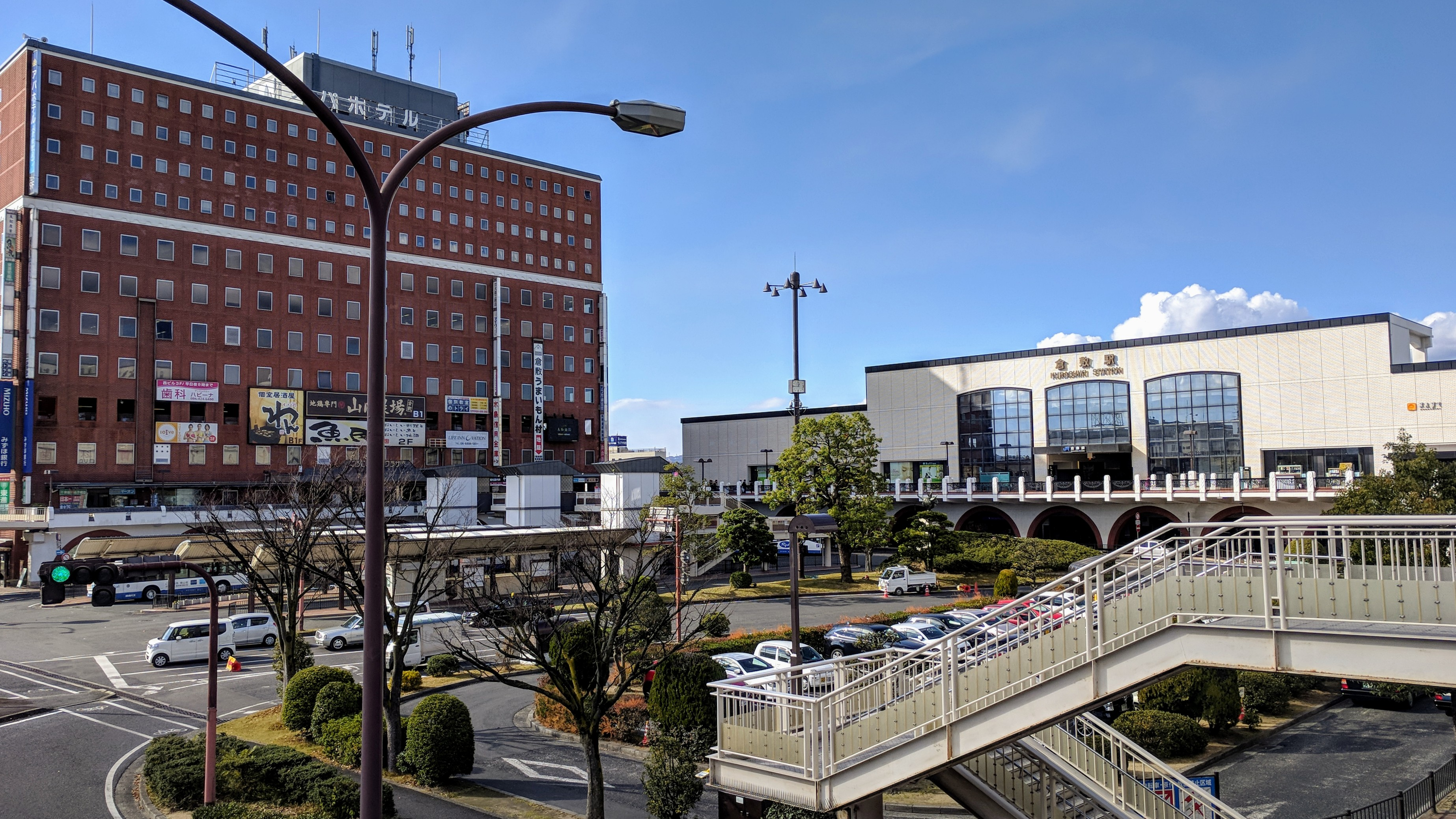
西ビルと減築後の倉敷駅（2017年）

## 年表
- 1980年（昭和55年） - 倉敷駅前再開発の主要事業として東西ビル開業。
- 2005年（平成17年） - 5月5日 東ビルの三越倉敷店閉店。
- 2008年（平成20年） - 3月29日 東ビルに天満屋倉敷店が移転開業。
- 2008年（平成20年） - 10月30日 西ビルの倉敷ターミナルホテルがアパホテルに営業譲渡しアパホテル倉敷駅前になる。

## アクセス
JR山陽本線・伯備線倉敷駅南口から徒歩すぐ